# إدوارد جوزيف شوارتز
إدوارد جوزيف شوارتز (بالإنجليزية: Edward Joseph Schwartz)‏ هو محامي وقاضي وضابط أمريكي، ولد في 26 مارس 1912 في سياتل في الولايات المتحدة، وتوفي في 22 مارس 2000 في سان دييغو في الولايات المتحدة.